# Guo Xiaolu

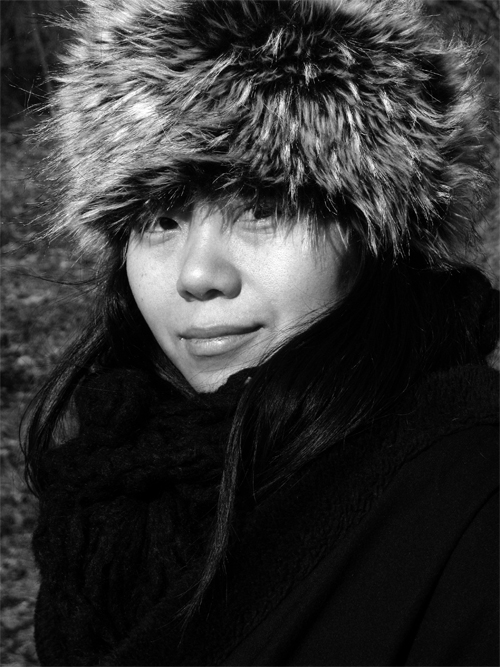
Guo Xiaolu, 2008

Guo Xiaolu (chinesisch 郭小櫓, Pinyin Guō Xiǎolǔ; * 1973) ist eine chinesische Regisseurin und Autorin. Ab 2002 lebte sie hauptsächlich in London. Nach acht literarischen Werken (Romane, Erzählungen und filmtheoretische Schriften) veröffentlichte sie auf Englisch vier weitere Romane und einen Band mit Erzählungen. Neben ihrer Arbeit als Schriftstellerin war sie Regisseurin in teils preisgekrönten Dokumentarfilmen und Spielfilmen.

## Leben
Guo wuchs in einem Fischerdorf im Süden Chinas auf. Ihr Vater, ein Maler, saß während ihrer Kindheit für zehn Jahre im Gefängnis. Als 20-Jährige wurde sie an der Pekinger Filmakademie aufgenommen, konnte während ihrer Studienzeit dort aber wegen der harten Zensur keinen eigenen Film verwirklichen. Sie veröffentlichte seit der Studienzeit aber eigene Texte, zum Beispiel im Jahre 1999 Who is my mother's boyfriend?.
In London, wo sie seit 2002 lebt, drehte sie 2003 in wenigen Wochen den Kurzfilm Far and Near, dann folgten The Concrete Revolution 2004, How Is Your Fish Today ? 2006 und We Went to Wonderland 2008. Einer ihrer bisher größten Erfolge folgte ein Jahr später mit dem Gewinn des Goldenen Leoparden beim Internationalen Filmfestival von Locarno für She, a Chinese (2009). Das Drama erzählt vom erfolglosen Integrationsversuch einer jungen Chinesin, die nach Großbritannien auswandert. In „Ich bin China“ erzählt sie von der Rolle des Künstlers in einer von ideologischen Kämpfen zerrissenen Welt.
2012 war sie Stipendiatin des Berliner Künstlerprogramms des DAAD. Von Juni bis November 2015 weilte Xiaolu Guo als Writer in Residence des Literaturhauses Zürich und der Stiftung PWG in Zürich.
Im Frühjahr 2018 war sie Inhaberin der Friedrich Dürrenmatt Gastprofessur für Weltliteratur an der Universität Bern.

## Auszeichnungen
- 2009: Goldener Leopard, Locarno Film Festspiele (She, a Chinese)
- 2013: Aufnahme in die Granta’s list of Best Young British Novelists
- 2022/23: Samuel-Fischer-Gastprofessur für Literatur

## Werke (Auswahl)
- Who is my mother's boyfriend? (我妈妈的男朋友是谁？ Wo mama de nanpengyou shi shei?) (1999)
- Village of Stone (我心中的石头镇 Wo xinzhong de shitou zhen).
  - Stadt der Steine. Knaus-Verlag, 2005, ISBN 3-8135-0253-8.
- A Concise Chinese-English Dictionary For Lovers. Chatto & Windus, London 2007.
  - Kleines Wörterbuch für Liebende. Übersetzung aus dem Englischen von Anne Rademacher. Knaus Verlag, 2003, ISBN 978-3-8135-0304-3.
- 20 Fragments of a Ravenous Youth. Chatto & Windus, London 2008, ISBN 978-0-7011-8155-0.
- UFO in Her Eyes. 2009.
  - Ein Ufo, dachte sie. Übersetzung aus dem Englischen von Anne Rademacher: Knaus Verlag, 2009, ISBN 978-3-8135-0353-1.
- Lovers in the Age of Indifference. Vintage, London 2010, ISBN 978-0-7011-8483-4.
- I am China. Chatto & Windus, London, 2014.
  - Ich bin China. Übersetzung aus dem Englischen von Anne Rademacher. Knaus Verlag, 2015, ISBN 978-3-8135-0607-5.
- Once Upon a Time in the East. A Story of Growing Up. Chatto & Windus, London, 2017, ISBN 978-1784740689.
- A Lover's Discourse.  Chatto & Windus, London, 2020, ISBN 978-1529112481.
  - Eine Sprache der Liebe. Übersetzung aus dem Englischen von Anne Rademacher. Penguin Verlag, München, 2022, ISBN 978-3-328-60215-6.

## Filmografie
- 2002: Far and Near (Dokumentarfilm)
- 2003: The Concrete Revolution (Dokumentarfilm)
- 2004: How Is Your Fish Today
- 2008: We Went To Wonderland (Dokumentarfilm)
- 2009: Once Upon A Time Proletarian (Dokumentarfilm)
- 2009: She, a Chinese
- 2010: An Archeologist's Sunday
- 2011: UFO in her eyes
- 2012: Late At Night: Voices of Ordinary Madness (Dokumentarfilm)